# João Afonso de Santarém
João Afonso, escolar em leis, foi uma das mais importantes figuras nacionais do século XV, teve participação em várias missões de relevo, internas e externas. Era conselheiro de D. João I, seu desembargador e fundador do Hospital de Jesus Cristo em Santarém. 
Participou na Conquista de Ceuta.
Tem o seu túmulo classificado como MN - Monumento Nacional na Igreja de São Nicolau da mesma cidade.